# أوثيلو (فلم)
أوثيلو (بالإنجليزية: Othello)، هُو فيلم دراما أمريكي صدر سنة 1980.

## وصلات خارجية
- مقالات تستعمل روابط فنية بلا صلة مع ويكي بيانات